# 長谷川模型
株式会社長谷川模型（はせがわもけい）は、愛知県名古屋市守山区にある建築模型の製作会社。
2020年春日井市より移転。

## 事業内容
- 地震関連模型
- 動く・光る・音が出る模型
- 展示会・機械模型
- 土木・ジオラマ模型
- 実験・教材模型
- 建築模型